# Czudec (gemeente)
De gemeente Czudec is een landgemeente in het Poolse woiwodschap Subkarpaten, in powiat Strzyżowski.
De zetel van de gemeente is in Czudec.
Op 30 juni 2004 telde de gemeente 11 569 inwoners.

## Oppervlakte gegevens
In 2002 bedroeg de totale oppervlakte van gemeente Czudec 84,96 km², waarvan:
- agrarisch gebied: 67%
- bossen: 23%

De gemeente beslaat 16,88% van de totale oppervlakte van de powiat.

## Demografie
Stand op 30 juni 2004:
| Omschrijving                   | Totaal | Totaal | Vrouwen | Vrouwen | Mannen | Mannen |
| ------------------------------ | ------ | ------ | ------- | ------- | ------ | ------ |
| eenheid                        | aantal | %      | aantal  | %       | aantal | %      |
| inwoners                       | 11 569 | 100    | 5813    | 50,2    | 5756   | 49,8   |
| bevolkingsdichtheid (inw./km²) | 136,2  | 136,2  | 68,4    | 68,4    | 67,7   | 67,7   |

In 2002 bedroeg het gemiddelde inkomen per inwoner 1306,8 zł.

## Administratieve plaatsen (sołectwo)
Czudec, Babica, Nowa Wieś, Przedmieście Czudeckie, Pstrągowa (sołectwa: Pstrągowa en Pstrągowa Wola), Wyżne, Zaborów.

## Aangrenzende gemeenten
Boguchwała, Iwierzyce, Lubenia, Niebylec, Strzyżów, Wielopole Skrzyńskie